# Acanthodactylus ilgazi
Acanthodactylus ilgazi — вид ящірок родини ящіркових (Lacertidae). Ендемік Туреччини. Описаний у 2021 році.

## Поширення і екологія
Acanthodactylus ilgazi відомі з типової місцевості, розташованої в околицях міста Язихан в провінції Малатья. Вони живуть біля підніжжя пагорбів, порослих тамариксом, верблюжою колючкою та нетребою, на висоті 950 м над рівнем моря.